# NGC 105

NGC 105

NGC 105 هي مجرة تتبع كوكبة الحوت. اكتشفها إدوارد ستيفان في 15 أكتوبر 1884.

## روابط خارجية
- NGC 105 على موقع ويكي سكاي: DSS2, SDSS, GALEX, IRAS, Hydrogen α, X-Ray, Astrophoto, Sky Map, Articles and images